# 航空百日祭
航空百日祭（こうくうひゃくにちさい）は、日本陸軍の軍歌。陸軍航空士官学校における卒業百日前を祝う宴（百日祭）を題材にして作られた。

## 百日祭
士官候補生を養成する陸軍予科士官学校では、生徒間にて卒業式の約100日前に兵科・原隊の決定に合わせて百日祭と称すパーティが行われていた。同様に、本科卒業の100日前にも予科卒業の時と同様に、長かった本科修練の慰労と惜別の念を込めて祝われることがあり、陸軍航空士官学校においてもこの伝統は継承されていた。「昭和十六年十二月十九日　金曜　曇天　百日祭。後百日ヲ名残トシ同期生一同食堂ニ会ス　灯火管制ノタメ電灯暗ク行動不自由ナリシモ、同期生ノ輝カシキ面ハ百万燭光ノ灯ニモ優レリ。実施ハ同期生歌・百日祭ノ歌・会食・軍歌演習トス。（以後略）」。

## 軍歌「航空百日祭」
百日祭にちなんだ歌は数多くあったが航空兵独自のものが無かったところ、1941年（昭和16年）航士55期生徒間で卒業後の決意や大空を翔る意気込みを綴った自分たちにふさわしい百日祭の歌を作ろうという行動が起こり、梅岡信明士官候補生（操縦分科）が詞を作り、家弓正矢士官候補生（整備分科）が曲をつけた。この歌は56期以降にも定着し、陸軍航空部隊の存在感が増すにつれ広まっていった。

## 「航空百日祭」を歌った歌手
- 曽根史郎（ビクター）